# Ngofila
Ngofila è una circoscrizione rurale (rural ward) della Tanzania situata nel distretto di Kishapu, regione di Shinyanga. Conta una popolazione di 10 598 abitanti (censimento 2012).